# Juraj Cseszneky
Jiří (Juraj) Cseszneky (maďarsky György Cseszneky de Milvány et Csesznek) byl maďarský šlechtic, člen rodu Csesznekyovců, který žil v 16. století.

## Život a činnost
V roce 1526, kdy proběhla bitva s Turky u Moháče a král Ludvík II. zemřel na bojišti, byl Juraj Cseszneky pánem hradů Tata a Komárno. V boji o trůn mezi vévodou Janem Zápolským a rakouským arcivévodou Ferdinandem Habsburským Csesneky podporoval Ferdinanda. Když však Zápolského velitel Gáspár Ráskai začal obléhat hrad Tata, byl Juraj nucen přenechat hrad protivníkově přesile. Odešel do Bratislavy požádat o pomoc královnu Marii Habsburskou. V roce 1528 obsadil Juraj spolu s Tomášem Nádasdym hrad Ráb pro Ferdinanda Habsburského. Královna Marie, vdova po králi Ludvíkovi II., sestra Ferdinanda, ho jmenovala soudcem královského soudního dvora v Rábu.
V roce 1532, kdy císař Karel V. poslal španělského básníka Garcilasa de la Vegu do vyhnanství na dunajský ostrov, byl hrabě Cseszneky zodpovědný za jeho zaopatření. Juraj se později stal stoupencem protestantismu a luteránské víry. 
Král Ferdinand mu udělil titul uherského pána, právo používat červený pečetní vosk a daroval mu několik usedlostí, mezi nimi vesnice Kisbabot, Enese, Rábacsécsény a Utal.